# Atlantis (Schiff, 1972)
Die Atlantis war ein deutsches Seebäderschiff, das von der HADAG bei der Bremer Rolandwerft bestellt wurde, um es sowohl im Helgolanddienst zwischen Cuxhaven und Helgoland als auch für Butterfahrten auf der Ostsee zwischen Deutschland und Dänemark zu verwenden. Nach dem Konkurs der Werft wurde das Schiff zunächst Anfang April 1972 nach Elsfleth geschleppt und dort aufgelegt. Kurze Zeit später wurde es dann nach Hamburg-Finkenwerder geschleppt und dort beim zu HDW gehörenden Werk Finkenwerder (ehemals Deutsche Werft) fertiggestellt und ausgeliefert. Die Kiellegung fand am 15. Mai 1971, der Stapellauf am 19. Februar 1972 und die Fertigstellung des Schiffes im Juli 1972 statt.
Nach einem Eignerwechsel und langjährigem Einsatz in der Ostsee verkehrte das Schiff bis 2014 in Charter der Förde Reederei Seetouristik (FRS) in Flensburg erneut auf der Route Cuxhaven-Helgoland. Eigner des Schiffes war die Reederei Cassen Eils in Cuxhaven.
Es handelt sich bei der Atlantis um einen modifizierten Nachbau des 1963 gebauten Seebäderschiffs Wilhelmshaven. Ein weiteres sehr ähnliches Schiff war die 1964 gebaute Poseidon, die jedoch etwas kürzer war.

## Geschichte

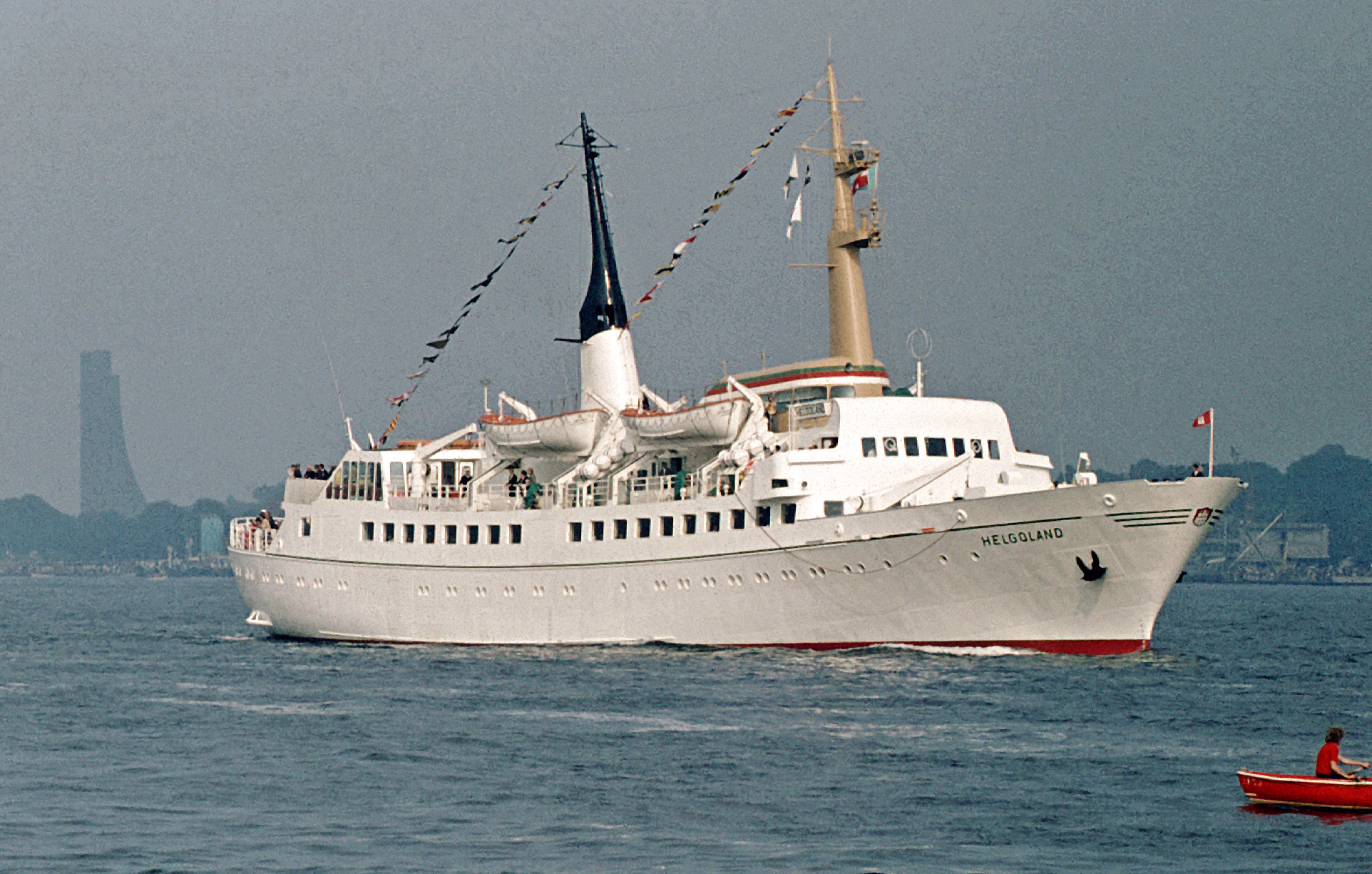
Die Helgoland 1972 in Kiel

Seit 1973 wurde das Schiff von der HADAG unter dem ursprünglichen Namen Helgoland eher selten auf der Route Cuxhaven–Helgoland eingesetzt. Überwiegend verkehrte es von 1972 bis 1982 für die HADAG-Tochter „Skanfahrt“ ab Eckernförde, teilweise auch ab Lübeck-Travemünde nach Dänemark und auch in die DDR nach Rostock-Warnemünde.
Zum Jahreswechsel 1982/83 verkaufte die HADAG das Schiff an ein Konsortium, an dem die Reederei Cassen Eils und die Reederei Seetouristik je zur Hälfte beteiligt waren, und es wurde in First Lady umgetauft. Im Herbst 1983 veräußerte die Reederei Seetouristik ihren Anteil am Schiff an die Reederei Cassen Eils. Das neue Flaggschiff der Reederei wurde ab der Saison 1983 im Sommer auf der Route Kiel–Bagenkop für sogenannte Butterfahrten eingesetzt. Im Winter fand das Schiff wiederholt Einsatz auf der Route Cuxhaven–Helgoland. Angesichts des sich abzeichnenden Wegfalls der Duty-Free-Regelungen wurde das Schiff 1990 aus Kiel abgezogen und bediente die nach der Wende in der DDR mögliche Route Sassnitz–Rønne, die die deutsche Insel Rügen mit der dänischen Insel Bornholm verband. Dabei fuhr das Schiff unter der Flagge der Arkona-Reederei, einer hundertprozentigen Tochter der Reederei Cassen Eils. Nach vier Jahren entschloss sich die Reederei, ab 1994 im Bornholm-Verkehr wegen der rückläufigen Nachfrage die kleinere Funny Girl einzusetzen. Im Tausch kehrte die First Lady in den Helgolandverkehr zurück und fuhr auf der Route Büsum–Helgoland, im Winter auch auf der Route Cuxhaven–Helgoland.
Am 7. September 1994 kam es im Hafen von Büsum zu einem Unfall; dabei kollidierte die First Lady mit dem Heckbereich des Seenotkreuzers Fritz Behrens und drückte diesen unter Wasser.
1998 wurde der Bornholm-Verkehr schließlich ganz eingestellt und die Funny Girl kehrte auf ihre alte Route Büsum-Helgoland zurück. Die First Lady wurde erneut umbenannt und fuhr während der Saisons 1998 und 1999 unter ihrem ursprünglichen Namen Helgoland in Charter der Reederei Warrings auf der Route Bremerhaven–Helgoland. Im Jahr 2000 reaktivierte die Reederei Warrings ihre alte große Helgoland, die die Strecke Bremerhaven-Helgoland bereits bis 1997 bedient hatte und dann aufgelegt worden war. Daraufhin bekam die Atlantis ihren heutigen Namen und kehrte im Sommer auf die Route Büsum–Helgoland zurück. Auch in diesen Jahren bediente die Atlantis den Winterverkehr zwischen Cuxhaven und Helgoland.
Seit der Sommersaison 2005 war das Schiff an die Förde Reederei Seetouristik (FRS) verchartert. Im Sommer 2005 fuhr es auf der Strecke Bremerhaven–Helgoland, bis im Juli des Jahres die Kurbelwelle des Steuerbord-Hauptmotors brach. Die Hoffnung des Reeders, das Schiff vorläufig mit nur einem Motor betreiben zu können, was auf der Strecke Büsum–Helgoland versucht wurde, zerschlug sich, da mit einer Maschine nicht genügend Leistung bei Fahrten gegen die Tide erreicht wurde und die Manövriereigenschaften des Schiffes eingeschränkt waren. Das Schiff musste bis zur erfolgten Reparatur aufgelegt werden. Der Verkehr auf der Route Bremerhaven–Helgoland wurde wenige Tage mit der Funny Girl aufrechterhalten, dann jedoch ersatzlos eingestellt. Zur Sommersaison 2006 kehrte die Atlantis auf diese Strecke zurück.
Nach der Außerdienststellung der Wappen von Hamburg zum Ende der Saison 2006 wechselte die Atlantis auf die Strecke Cuxhaven–Helgoland. Auf der Strecke zwischen Bremerhaven und Helgoland wurde für eine Saison die ebenfalls gecharterte Kloar Kimming eingesetzt, bevor sich die FRS von dieser Linie zurückzog. Damit war die Atlantis das dienstälteste und größte Schiff im Helgolandverkehr. Die letzte planmäßige Fahrt fand am 15. Dezember 2015 statt, danach lag das Schiff an der „Alten Liebe“.
Am 30. Mai 2016 verließ die Atlantis Cuxhaven und lag anschließend in Rotterdam. Im August 2016 wurde das Schiff in Atlantic umbenannt und im September 2016 für Van der Kamp Shipsales auf den neuen Eigentümer Russel Ventures, eine Gesellschaft mit Sitz auf den Seychellen, eingetragen. Im März 2017 übernahm Kissamos Cruises das Schiff und legte es unter griechischer Flagge im Hafen von Kissamos (Kreta) auf. Das Schiff wurde auf der Flottenliste des Veranstalter Cretan Daily Cruises geführt. Ende 2019 wurde das Schiff nach Perama (Griechenland) verbracht. Am 26. Oktober 2020 wurde das Schiff in Aliağa zum Abbruch auf Strand gesetzt.